# Time Waits for No One
«Time Waits for No One» —en español: «El tiempo no espera a nadie»— es una canción de la banda de rock británica The Rolling Stones, escrita por Mick Jagger y Keith Richards, incluida en su álbum It's Only Rock 'n' Roll de 1974. Fue la primera canción grabada para el álbum.

## Composición
Acreditada a Mick Jagger y Keith Richards, «Time Waits for No One» es una de las canciones más suaves y lentas del repertorio de la banda. Cuenta con un groove distintivo comparable con la pista posterior (aunque previamente grabada) «Waiting on a Friend». También se observan inconfundibles influencias latinas. La canción abre con un riff de Richards que se refleja en el resto de la canción. El baterista Charlie Watts y el bajista Bill Wyman mantienen el ritmo de jazz. El colaborador de la canción, Ray Cooper, aporta la percusión, incluyendo la pandereta, las maracas y los golpes, como el tic tac de un reloj. Wyman también contribuye con el sintetizador  y Nicky Hopkins provee el piano. Sin embargo los elementos más notables de la canción, son el extenso solo de guitarra de Mick Taylor y las letras de Jagger. Taylor acredita la inspiración para el solo a una visita a Brasil después del European Tour 1973. El solo de guitarra de Taylor lleva la canción a su conclusión notable.
Las letras de Jagger son un pastiche de complejas observaciones y reflexiones. Habla desde el punto de vista de una persona que aprende el verdadero significado de la vida, que, como sugiere el título, el tiempo no espera a nadie.
«Time Waits for No One» tiene una importancia adicional, ya que es una de las últimas colaboraciones entre los miembros originales de los Stones y Mick Taylor. Antes de esa época Taylor había añadido sus propios riffs y florituras a las canciones de Jagger y Richards, al igual que todos los miembros de la banda. Sin embargo, después de que la canción fue escrita, Taylor afirma que su contribución en ella fue significativa. Como coescritor junto con Mick Jagger (durante un período en el que Keith Richards se ausentaba con frecuencia) Taylor menciona que él tenía la garantía de Jagger de que recibiría el crédito de la composición (así como para «Till the Next Goodbye») junto a Jagger y Richards, pero finalmente no fue así. Su seguridad había sido tal que Taylor lo mencionó en una entrevista antes del lanzamiento del álbum, y se sentía desilusionado al encontrar del entrevistador que en ninguna canción había sido acreditado. Fue este desaire, junto con la decisión de los otros Stones de dirigirse a Múnich y comenzar a grabar el próximo álbum, en lugar de salir de gira para promocionar It's Only Rock 'n' Roll. Esta fue una de las razones principales de la abrupta (e inesperada) dimisión de Taylor de la banda.

## Influencias
La pista tiene cierta afinidad con la grabación de 1967 del mismo nombre realizada por the Lords of London. The Knack, una banda relativamente desconocida de Los Ángeles, lanzó una canción diferente pero del mismo nombre en el lado B de su sencillo debut en 1967. "Time Waits for No One" es también una parte de la letra de la canción de The Moody Blues «Driftwood». La frase "Time Waits For No Man", una variante que también aparece en las letras de Jagger, se usa en el álbum Bare Wires de John Mayall de 1968 (en la parte de I Know Now de Bare Wires) a la que Mick Taylor contribuyó tanto en guitarra y como compositor.

## Recepción y legado
El crítico de Allmusic Stephen Thomas Erlewine describió «Time Waits for No One» como una "belleza dolorosa". La canción, aunque bien considerada entre el canon de trabajo de los Stones, nunca ha sido interpretada en vivo y sólo ha aparecido en un álbum recopilatorio, Sucking in the Seventies de 1981. Esta es una versión truncada, con un tiempo de ejecución unos dos minutos más corto que el original, con el solo de Taylor en fade out. La canción también está disponible en el álbum recopilatorio Time Waits for No One: Anthology 1971-1977, publicado en 1979. Esta estaba disponible solo en vinilo (CDC59107) y nunca ha sido lanzado en CD.

## Personal
Acreditados:
- Mick Jagger: voz.
- Keith Richards: guitarra eléctrica, coros.
- Charlie Watts: batería.
- Bill Wyman: bajo, sintetizador.
- Mick Taylor: guitarra eléctrica, guitarra acústica de 12 cuerdas, percusión.
- Nicky Hopkins: piano.
- Ray Cooper: percusión.